# 释虚云
釋虛雲（约1840到1873年8月26日—1959年10月13日），俗姓蕭，名古巖、演徹，字德清，號幻遊老人，福建晉江人，中国佛教比丘，禪宗高僧，曹洞四十七代，临济四十三代，云门第十二代，法眼第八代，沩仰第八代。自出家以来一生笃行禅宗心法，颇有成就，其禅功和苦行倍受稱贊，以一身而兼禅宗五宗法脉，整顿佛教丛林，兴建名刹，为现代中国禅宗當代巨擘。法脈傳遍中國疆域，統五脈於一源，十大弟子皆為佛門龍柱，渡眾無量百千萬數，其中在臺灣最有名的徒孫，為創立法鼓山的釋聖嚴法師以及創建靈泉寺、中台佛教學院、中台禪寺的釋惟覺法師。另，子輩之釋宣化法師在美開演大乘經典，並創辦法界佛教總會、萬佛聖城、國際譯經學院等正法道場；美國法界佛教大學以及中學、小學教育機構 。

## 生平

### 家世
虚云和尚俗姓萧，初名古岩，又名演彻，字德清，别号幻游。籍貫湖南省長沙府湘乡县，生于福建省泉州府署中，其父蕭玉堂是舉人出身，官至泉州府幕僚 ，出生时母亲就去世，由庶母抚养长大。

### 生年
釋虛雲出生年份有不同說法，岑學呂編年譜言出生道光二十年（1840年）；楊樹達記載虛雲生於道光二十六年（1846年）；〈鼓山虛公禪行述聞〉言生於咸豐十年（1860年）；虚云作於1929年的〈云南西山靖国云栖禅寺募捐启〉自言：「自念年将古稀，一龛待死久矣。」可知至少生於1860年後; 陳銘樞在1930年投稿《海潮音》，說虛雲為66歲，即1864年生；祝聖寺〈雲南雞足山祝聖寺虛雲和尚略傳〉言生於同治十二年（1873年）。
王見川、Daniela Campo等學者比對《聯芳集》、《檳城鶴山極樂寺志》等相關記載，認為是岑學呂多處纂改早期文獻，如將《聯芳集》中的「行年七十餘」改為「行年九十餘」、將妙蓮和尚塔銘中的紀年修改，造成《虛雲年譜》、《虛雲法彙》生年提早到道光二十年（1840年）。

### 深具佛緣
少年时就对佛法产生浓厚兴趣，一心出家修行。17岁时，其父为防止出家乃为其娶妻田氏、谭氏，然大师与田谭二氏同居而不染，至心佛道。18歲作〈皮袋歌〉行於世，至福州鼓山湧泉寺出家。田譚二氏以後也相繼出家，成為清修的淨侶。
淨慧長老《虛雲老和尚的禪風》：老和尚在憨山大師肉身像前拈香禮拜的時候，他的法語是這樣說的：今德清，古德清，今古相逢換了形；佛法興衰聽時節，入林入草不曾停。
咸豐九年（1859年）於福州鼓山涌泉寺剃度出家，从妙莲和尚（1844年－1907年）受具足戒，師承曹洞宗四十六世鼓山鼎峰耀成禪師（1858年－？）
在光緒二十六年（1900年）離開鼓山。

### 參拜名山
曾遍参金山、高旻、天童、天宁诸名刹，巡礼佛教四大名山。后从天台华顶融镜法师习天台教义。朝拜五台山。后经终南山入川，转赴西藏，折至云南大理，重兴鸡足山迎祥寺。法师发心朝五台山，三步一拜，以报答父母之恩。遂从普陀山出发，历经两年到达五台山，传说途中两次遇險時，都遇到文殊菩萨化身相救。
法师经四川、西藏，至印度，从云南入境，过大理，朝宾川鸡足山。过昆明、曲靖，如贵州省、湖北省
。至武昌时，于宝通寺礼志摩和尚。学“大悲忏”。赴九江入庐山。于海会寺礼志善和尚。参加念佛会。过境安徽。游黄山后。朝九华山。礼地藏王菩萨塔、百岁宫、礼宝悟和尚。渡长江至宝华山。礼圣性和尚。留住过年。此后至1901年，先在江南一带讲经说法，后入北京，时逢八国联军入侵，离京至西安，于1901年，经终南山入川，转赴西藏，折至云南大理，於光緒二十九年（1903年）到達宾川鸡足山，重兴鸡足山迎祥寺（即祝圣寺）。光绪三十年前往泰国、槟城等地，考察东南亚佛教，讲经说法。

### 振興佛教

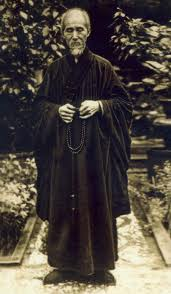

1911年（宣统三年），为团结佛教徒，保护寺院，斡旋上海佛教会与南京大同会的对峙，虚云出滇至沪。接着，赴南京晋见孙中山，议定修改佛教会会章诸事宜。同年4月，因政府更迭，在见过孙中山之后，又前往北京去见袁世凯。在上海改组中国佛教会，成立中华佛教总会。1920年重兴昆明西山华亭寺，改名云栖寺。历任福建鼓山涌泉寺、广东曲江南华寺、广东韶州云门寺诸大寺住持。

### 融合漢藏
1913年（民國二年），西藏有些王公活佛受到英國及印度政府煽動，不肯承認民國政府，袁世凱乃下令雲南都督蔡鍔準備出兵西藏。為避免生靈塗炭，蔡鍔乃託請虛雲老和尚冒險深入藏區，商請在西藏德高望重的東寶法王，出面遊說當時主政的西藏活佛承認民國政府，消弭化解了一場可能發生的戰爭。

### 領導佛協
1949年，应邀赴北京参加佛教协会筹备会议，在广济寺与圆瑛法师、赵朴初等成立中国佛教协会筹备处。10月，他代表中国佛教徒接受锡兰佛教代表团赠送的“佛舍利”、“贝叶经”、“菩提树”三宝。
1951年春，虛雲老和尚擬在雲門山大覺寺傳戒。適值中国展開「鎮反運動」（鎮壓反革命），廣東省乳源縣民兵包圍寺院，以該寺隱匿反革命分子，窩藏軍械及金銀為由，將虛雲老和尚等二十六名僧人囚禁起來拷打。虛雲和尚被拘禁於方丈室內，門窗封閉，絕其飲食，大小便均不許外出，並遭四次毒打，虛雲和尚肋骨折斷，遂闔目不視，閉口不語，呈入定狀，八日後始甦醒，虚云和尚呕心沥血所撰《楞严经玄要》、《法华经略疏》、《遗教经注释》、《圆觉经玄义》、《心经解》等著作毁失殆尽。事發後中央人民政府副主席李濟深通知政務院總理周恩來斡旋，事件至1951年5月下旬，歷時三個月才告一段落，海內外佛教界稱之為「雲門事變」。
1952年参与发起中国佛教协会，獲推为首席发起人。1953年獲推为中国佛教协会名誉会长；但拒絕出任，到江西永修縣雲居山真如禪寺帶徒修行。期間多方筹划修复寺庙，并开荒造田，自给自足，种植茶树、果树，开辟花园。写有《重建云居山真如寺事略》与《云居山志重修流通序》，交由香港志蓮淨苑与佛经流通联合出版，流传于世。

### 逝世
1959年10月13日虚云圆寂于云居山。

## 纪念
1982年，美国纽约佛教禅宗中心为他修建纪念堂，将其传记用英文刻于石碑。记载其生平事迹的有《虚云和尚事迹》、《虚云和尚年谱》、《虚云和尚画法集》等。舍利留存广东南华寺。
虛雲法師曾以此一對聯自述其波瀾壯闊的一生：
坐閱五帝四朝，不覺滄桑幾度；
受盡九磨十難，了知世事無常。
五帝：清代道光、咸豐、同治、光緒與宣統皇帝。四朝：滿清皇朝、太平天國、中華民國與中華人民共和國。十難：生為肉球、饑寒雪掩、痢疾待斃、口流鮮血、失足墮水、大病頓發、索斷浸水、險遭剖腹、全身枯木、遭匪毒打。

## 虚云法脉
虛雲是他在法眼宗的法名，在溈仰宗的法名是德清，在雲門宗中法名是演徹。虚雲的法脉传承情况：
| | | 虚云禅师 | | |
| 临济宗 | 沩仰宗 | 洞云宗（曹洞宗） | 云门宗 | 法眼宗 |
| (妙莲传)第四十三世 性彻虚云禅师 (常开传)第五十四世 演彻古岩禅师 | (遥承词铎)第八世 德清虚云禅师 | (耀成传)第四十七世 古岩虚云禅师 | (遥承深净)第十二世 演彻虚云禅师 | (遥承良庆)第八世 虚云古岩禅师 |
| 龙池系法派源流偈 觉性本常寂， 心惟法界同。 如缘宏圣教， 正法永昌隆。 智祖系法派源流偈 智慧清静， 道德圆明。 真如性海， 寂照普通。 心源广续， 本觉昌隆。 能仁圣果， 常演宽宏。 惟传法印， 正悟会融。 坚持戒定， 永继祖宗。 | 虚公继演本宗字派56字 词德宣衍道大兴 戒鼎馨遍五分新 慧焰弥布周沙界 香云普荫灿古今 慈悲济世愿无尽 光昭日月朗太清 振启拈花宏沩上 圆相心灯永昌明 | 江西寿昌系法派源流偈 慧元道大兴， 法界一鼎新。 通天兼彻地， 耀古复腾今。 后鼓山系续法派源流偈 今日禅宗振， 宏开洞上传。 正中妙挟旨， 虚融照独圆。 虚公因考虑曹洞宗派自 二世道膺禅师起，法道大兴， 书载当时云居住众达千五百人， 且受朝廷封赐，故易曹洞宗为 洞云宗派。                                                                                        | 虚公继演本宗字派56字 深演妙明耀乾坤 湛寂虚怀海印容 清净觉圆悬智镜 慧鉴精真道德融 慈悲喜舍昌普化 宏开拈花续传灯 继振云门关一旨 惠泽苍生法雨隆 | 虚公继演本宗字派56字 良虚本寂体无量 法界通融广含藏 遍印森罗圆自在 塞空情器总真常 惟斯胜德昭日月 慧灯普照洞阴阳 传宗法眼大相义 光辉地久固天长 |
| 龙池法派 第四十四世 本宗净慧禅师 第四十四世 本明海灯禅师 第四十四世 观本明一禅师 第四十四世 本焕乘妙禅师 第四十四世 本然传士禅师 第四十四世 本昭意昭禅师 第四十四世 本达印玄(体光)禅师 第四十四世 知定禅师 第四十四世 佛莹禅师？ 智祖法派 第五十五世 宽宗禅师 第五十五世 宽印(圆)佛慧禅师 第五十五世 宽素素根禅师 第五十五世 宽性安性禅师 第五十五世 宽佛佛果禅师 第五十五世 宽照佛光(惠光)禅师 第五十五世 宽心佛慧(定慧)禅师 第五十五世 宽鉴佛渊禅师 第五十五世 宽律佛行禅师 第五十五世 宽明佛愿禅师 第五十五世 宽慈佛愿禅师 第五十五世 宽敬佛成禅师 | 第九世 宣化度轮禅师 第九世 宣玄圣一禅师 第九世 宣扬性福禅师 第九世 宣明海灯禅师 第九世 宣云满觉禅师 第九世 宣成达定禅师 第九世 宣传月川(传印)法师 第九世 宣慧禅道禅师 第九世 宣德绍云禅师 第九世 宣法自寿禅师 第九世 宣明心明禅师 第九世 宣道净慧禅师 第九世 宣圣悟法禅师 第九世 宣圣法通禅师 第九世 宣航晚融禅师                                                             | 第四十八世 复彻宽贤禅师 第四十八世 复性净慧禅师 第四十八世 复兴宽净禅师 第四十八世 复仁宽志禅师 第四十八世 复堪传士禅师 第四十八世 佛莹禅师 | 第十三世 妙宗净慧禅师 第十三世 妙心佛源禅师 第十三世 妙道朗耀禅师 第十三世 妙定宽度禅师 第十三世 妙慈法云禅师 第十三世 妙云紹门禅师 第十三世 妙虚宽能禅师 第十三世 妙空慧定禅师 第十三世 妙性佛云禅师 第十三世 妙法禅师 第十三世 佛莹禅师                                                      | 第九世 本湛青持禅师 第九世 本性净慧禅师 第九世 本智宽志禅师 第九世 本观慧果禅师 第九世 本宽慧果禅师                                          |
| 龙池法派 (观本传)第四十五世 常妙一诚 ,常慧戒晟 (传士传)第四十五世 常道海音禅师 (海灯传)第四十五世 常亮瑞觉,瑞开,彻性 (本焕传)第四十五世 常广印恭 ,常真印空 ,常彻惟觉, 常参界明,常成明贤, 常妙心道,净一,有明, 圣修,仁德,觉仁,海灯 妙灵,慧明,光慧, 印融,印惠,辉禅, 真道,道明,性妙 新成,健钊,印朗, 印觉,能修,印严 常若广照,明澈，悟宣 (净慧传)第四十五世 常绍明奘,常如明海,常演觉乘, 常愿明啟,常仁明恕,常观无用, 常毅寂仁,常严界让,常辉明续, 常思明憨,常普学贤,常善净仁, 常法惟圣,常体海素,常化明舟, 常相道极,常用如正,常益真修, 常量真广,常君明润,常敬明思, 常闻明基,常蕴明馨,常应智悟, 常解达诠,常融门富,常尊明仰, 常通照力,常坚贤志,常证性空, 常修悟证,常悔大痴,常岳存海, 常安宽祥,常契圣哲,常依明来, 常一贤纯,常敏法振 智祖法派 (宽印传)第五十六世 宏妙灵源禅师 | (性福传)第十世 衍心一诚 ,衍妙戒全,衍彻果圆 (满觉传)第十世 衍悟悟圣禅师 (圣一传)第十世 衍行,衍威,衍祥, 衍亮,衍空,衍健,衍嵩,衍隆, 衍智,衍淳,衍光,衍嚴,衍申 (海灯传)第十世 衍明寂融,衍智寂超,寂(济)平, 寂心妙性禅师 (传印传)第十世 如禅,衍真,性妙 真广 (宣化传)第十世 化来.恒持,恒道, 恒佳,恒律,恒实 济群，德禅 衍和圣越,衍辉辉华,衍彻彻光, 衍慧照禅,衍成净行,衍养纯愿, 衍善守初 | (净慧传)第四十九世 宏法,明海,明憨, 道智,利生,腾思素闻, 腾悲道慈,腾照华忍,腾峰印觉, 腾实明虚,腾浩法青,腾果明因, 腾波觉海,腾智果慧,腾理印正, 腾如学贤,腾朴大缘,腾海妙山, 腾性纯空,腾俊明杰,腾愿妙胜, 腾广明仰 (宽贤传)第四十九世 腾生宏清禅师 (传士传)第四十九世 腾了海音禅师 (复仁传)第四十九世 腾智海灯,腾钦道源                                            | (朗耀传)第十四世 明圆寂祥,明宗仁智,明悟演成, 明静象性,明禅藏智,明戒融忠, 明照光湛 (佛源传)第十四世 明空惟升,明贤隆德,海长,明慧 明向,明良,明舒 明海,明选,明严 明静,明醒,明禅, 灵化,明瑞？,来光 冯学成,性妙,永国, 明照心觉，计开，明真 (妙法传)第十四世 明果,明白, (净慧传)第十四世 明夷崇照禅师 | (本观传)第十世 寂照灵意禅师 (本智传)第十世 寂乐心澄 ,寂心妙性 ,寂悟素闻, (本宽传)第十世 寂照宏如禅师 (本湛传)第十世 寂照慧瑛禅师             |
| 龙池法派 (一诚传)第四十六世 寂融觉明禅师 (有明传)第四十六世 戒忍,本权,印乐, 志宗,正刚,允观 (印恭传)第四十六世 妙侠,妙空, (新成传)第四十六世 寂群法众 明生 (仁德传)第四十六世 圣君.慈光,圣辉 智祖法派 (灵源传)第五十七世 惟柔知刚(圣严法师) , 惟觉知安 , 惟慎知光(文晟), 见性,惟定, 知觉 (宽鉴再传)第五十七世 惟源 （灵妙传）第五十七世 惟因知果 | (一诚传)第十一世 妙华, 开起,宏端, 道开妙虚,因尼 照禅 道笈明贤 养航禅师 纯闻法师 纯源法师 纯一法师 (戒全传)第十一世 道真圣海禅师 明道禅师 | (宏清传)第五十世 今果惟因禅师 (海音传)第五十世 明贤 | 第十五世 清光禅师 | (灵意传)第十一世 体妙明贤 (慧瑛传)第十一世 光良，体谨光琼                                                                                    |
| 龙池法派 (圣修传)第四十七世 傳燈芳振禪師? 智祖法派 (圣严传)第五十八世 传显见密(继程) (惟因传)第五十八世 传正 | (开起传)第十二世 示如,淳法,法流, 大显心明禅师 (明道传)第十二世 能寿禅师 | (惟因传)第五十一世 日明传正,日弘清远 ,日新传开 , 日中继光,日永传昌,日圆宽敬, 日天宏满,日遍有学,日性心印, 日观宏林,日广清林,日开又果, 日法果正,日智弘澈,日定隆严, 日光智楠,日耀演成,日圣光镇, 日辉圆净,日净继迪,日禅宏悟, 日灯惟振,日彻光辉,日慧新琳, 日道澄观,日光能如,日满惟铭, 日真传辉，心灵，传远，惟聪 惟真，惟禅，惟素，宏务， 宏通，宏害，成果，宽静 | | |

## 主要著作
- 《虚云和尚法汇》 岑学吕辑
- 《虚云和尚法汇续编》 净慧法师辑